# Fendouzhe

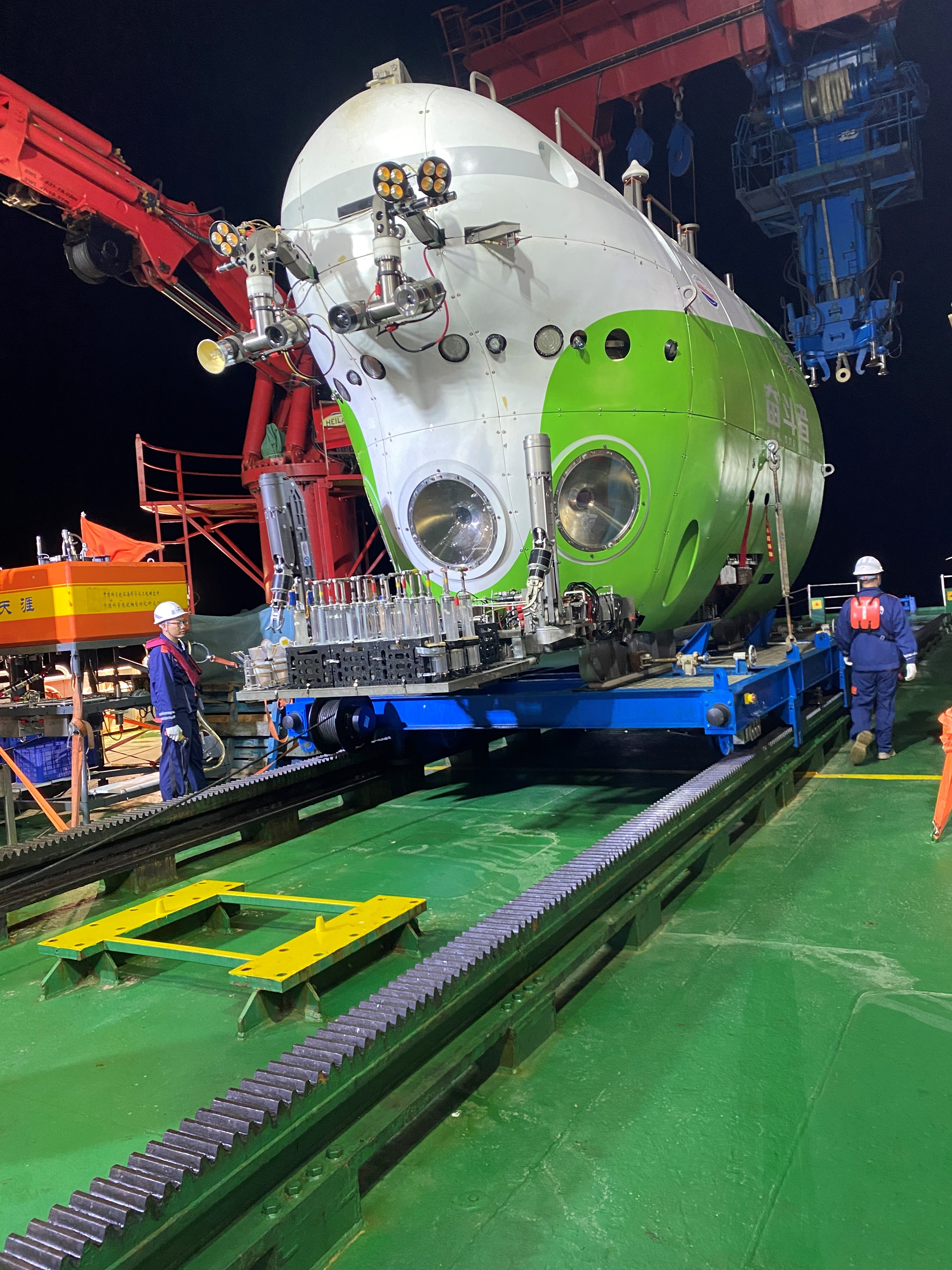

Fendouzhe — китайський глибоководний батискаф. Материалы из чего он сделан

## Історія
У 2020 році батискаф здійснив 13 занурень у Маріанську западину. 10 листопада 2020 досяг глибиини 10.909 м.